# Vilém I. Opavský
Vilém I. Opavský (asi 1410 – 15. srpen 1452) byl synem Přemysla I. Opavského z jeho manželství s Kateřinou z Minstrberka . Byl spoluvládcem na Opavsku společně se starším bratrem Václavem II. v letech 1433–1445/9, poté samostatným knížetem opavsko-ratibořickým (formálními spoluvládci byli mladší bratři – Arnošt a Přemysl II.) a minstrberským. Pocházel z dynastie opavských Přemyslovců.

## Život
Po smrti otce v roce 1433 byl společně s bratry vládcem nevelkého teritoria okolo města Opavy. Dbaje o prestiž rodu udržoval politické svazky s vratislavským biskupem Konrádem IV. Umožnilo mu to stát se roku 1443 generálním starostou Slezska a po smrti matky převzetí minstrberského údělu. 8. července 1445 se Vilém jako starosta přičinil o zavedení zemského pořádku na Slezsku.

### Boj o Minstrbersko
V roce 1440 se chopil dědictví po Půtovi z Častolovic, které obnášelo i Minstrbersko, Hynek Krušina IV. z Lichtenburka. To se setkalo s nesouhlasem minstrberských stavů, kteří hledali podporu mimo zemi. Dne 25. dubna 1443 provolali svým novým zeměpánem Viléma, který byl synovcem posledního minstrberského knížete Jana a také Půtovým zetěm. Spolu s jednotkami vratislavského biskupa Konráda IV. vpadl Vilém v červnu 1443 do Minstrberska a Kladska a dobyl pevnosti Neuhaus, Karpenštejn a Chałupky, v červenci Warkocz, Jagielnici a Ciepłowody a v srpnu pak Rummelsberg. Boje pak probíhaly se střídavými úspěchy, když například Hynek Krušina obsadil biskupskou pevnost v Otmuchově. Vilém s Krušinou ještě do konce roku 1444 dospěli ke smíru, když se spojili proti Vilémovu dřívějšímu spojenci biskupu Konrádovi. Vilém si, snad za nějakou finanční kompenzaci, ponechal Minstrbersko, i když se Hynek Krušina právních nároků na ně nikdy nevzdal.

### Rodina a smrt
Vilém byl asi od roku 1435 ženatý se Salomenou z Častolovic, od které se dočkal pěti dětí – tří synů Bedřicha, Václava III. a Přemysla III.) a dvou dcer: Kateřiny (zm. 1504, vdaná za hlohovsko-zaháňského knížete Jana II.) a Anny (zm. 1515, abatyše v klášteře v Trzebnici). Zemřel 15. srpna 1452 a je pochován ve kostele sv. Ducha v Opavě. Poručnictví nad dětmi svěřil bratru Arnoštovi, který majetek svůj i bratrův rozprodal.